# Massac megye
Massac megye az Amerikai Egyesült Államokban, azon belül Illinois államban található. Megyeszékhelye és legnagyobb városa Metropolis. Lakosainak száma 14 169 fő (2020. április 1.). Massac megye Pope, Livingston, McCracken, Pulaski és Johnson megyékkel határos.

## Népesség
A megye népességének változása:
| Lakosok száma | 15 402 | 15 325 | 15 174 | 15 073 | 14 766 | 14 169 |
|               | 2010   | 2011   | 2012   | 2013   | 2015   | 2020   |